# El Campo de Peñaranda
El Campo de Peñaranda és un municipi de la província de Salamanca a la comunitat autònoma de Castella i Lleó.

## Demografia
| 1991 | 1996 | 2001 | 2004 |
| ---- | ---- | ---- | ---- |
| 461  | 427  | 369  | 356  |